# 中華民國陸軍神龍小組

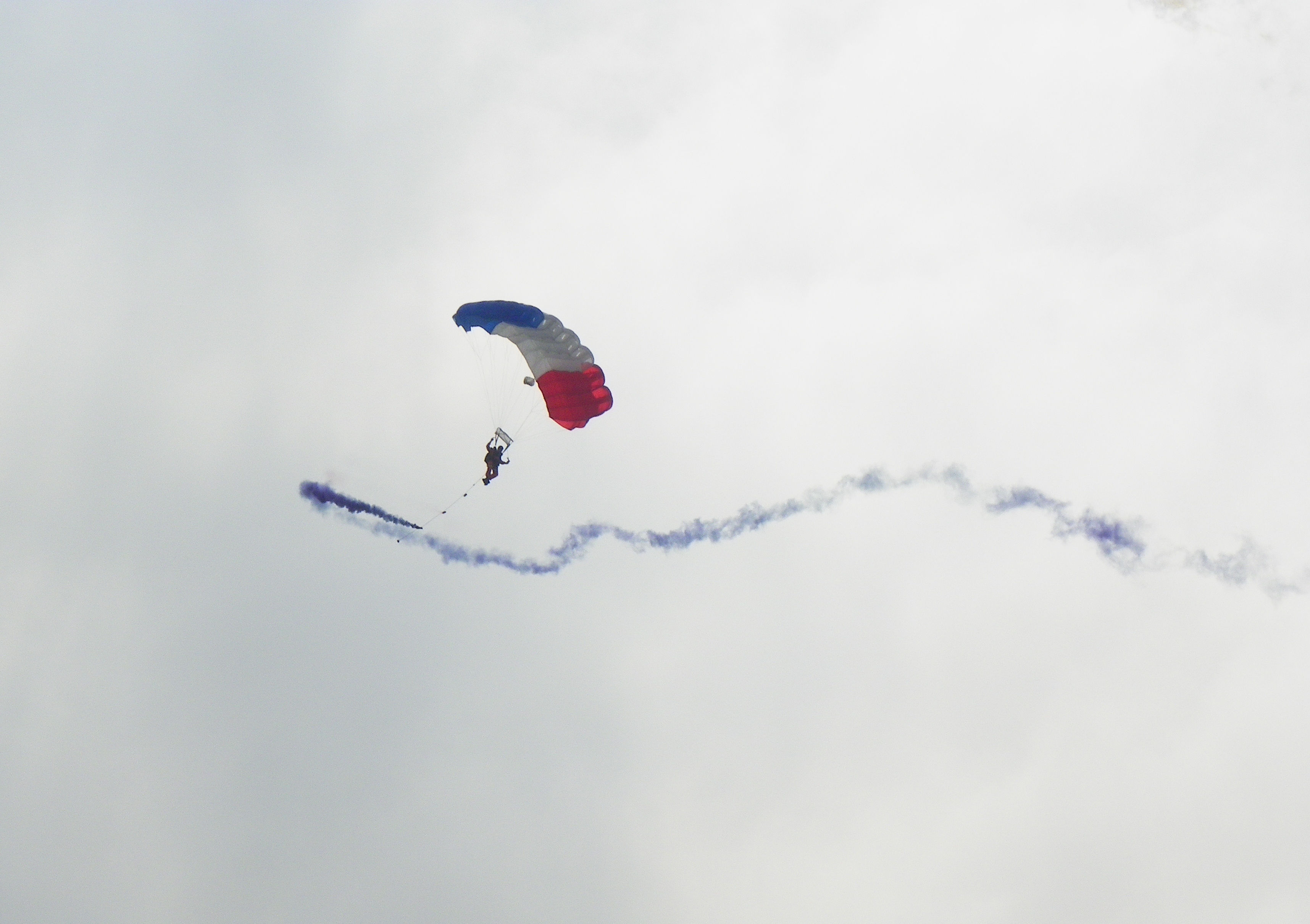
2011年陸軍湖口營區開放活動跳傘表演，降落中的神龍小組。

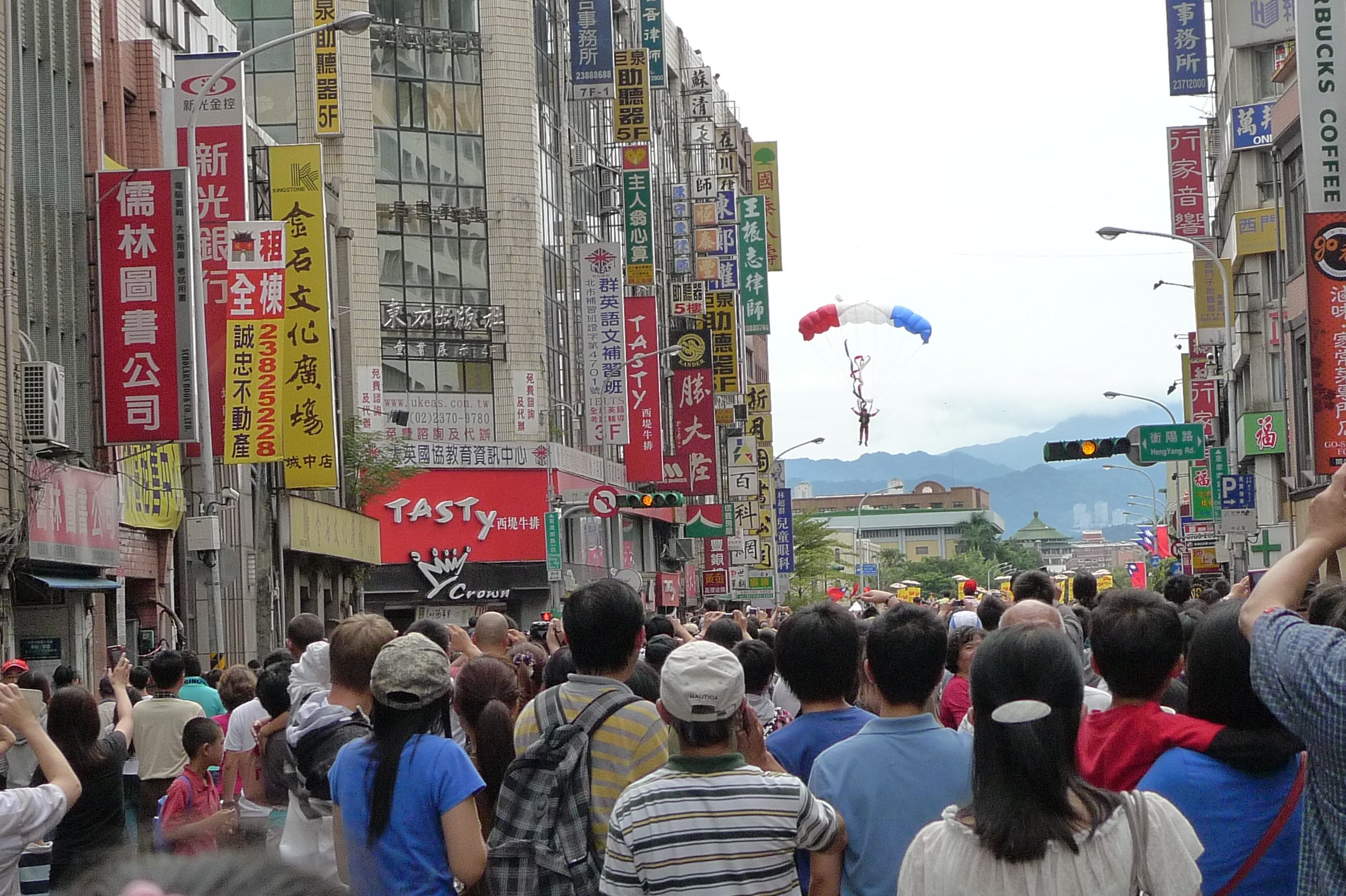
民國一百年（2011）國慶日，降落總統府廣場的神龍小組。

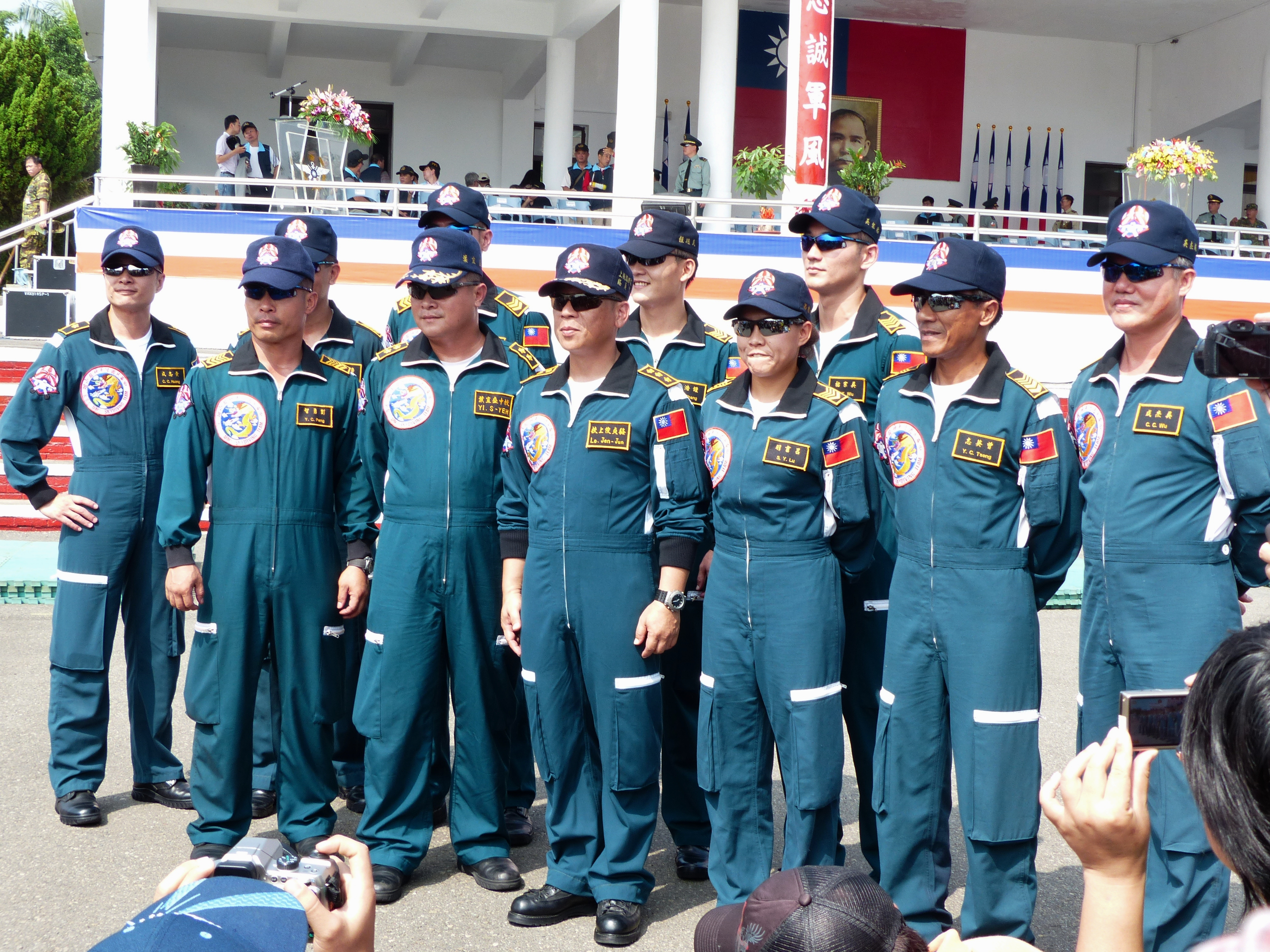
神龍小組成員。

中華民國陸軍神龍小組為中華民國陸軍航空特戰部隊中的任務編組，隸屬中華民國陸軍航空特戰指揮部。成員來自中華民國陸軍航空特戰指揮部空降訓練中心的傘訓教官組傘訓教官，平時負責教導每梯次新進傘訓學員的基本傘訓任務，戰時率領傘兵進行敵後作戰任務。該小組雖不是正式部隊編制，但因經常公開跳傘表演，其行動常受台灣各方矚目。

## 歷史
中華民國第一次的軍事高空跳傘，是在民國三十五年的一月十六日，在昆明巫家壩機場，由當時的傘兵突擊總隊副司令張緒滋將軍帶隊，執行首次三千英呎高空的定點著陸跳傘，而當日另有祝宗權少校（當時國軍第一人完成高空自拉傘訓練，後不幸於一次訓練中殉職），表演六千英呎的高空低開張傘HALO。
中華民國政府遷至台灣以後，傘兵教官張輯善上尉向當時中華民國陸軍空降步兵教導團團長俞伯音少將（任期為1954年3月16日至1964年10月1日）建議，師法美國陸軍第82空降師與第101空降師，成立一個跳傘特技小組，平時負責教練任務或表演跳傘，戰時率領傘兵進行敵後作戰任務。
1962年11月23日，中華民國陸軍著手整編神龍小組，由俞伯音少將負責，主要執行者為陳本道、董成德、張鐵誠與張輯善等四位跳傘教官（「道德誠善四大教官」），後漸增其規模。由時任中華民國國防部部長蔣經國上將在高雄市西子灣檢閱神龍小組成員跳傘訓練，引用中國俗語「神龍見首不見尾」，親自命名為「神龍小組」。成軍之初約30餘人，組長為張輯善少校，隔年晉升中校。
神龍小組成軍之後，被邀請到許多國家表演，與各國傘兵部隊經驗交流，張輯善也曾經協助沙烏地阿拉伯、泰國培訓傘兵部隊師資。1981年，神龍小組首次對外招聘女隊員。今日，神龍小組的正式表演者通常為包含一名女性的八名陸軍軍、士官。
2011年10月10日，適逢中華民國100年國慶，神龍小組遂行空降中華民國總統府前廣場任務，由時任陸軍航空特戰指揮部副指揮官黃指恩少將帶頭跳出機門。

## 事績
- 1950年10月10日，中華民國慶祝建國卅九周年，張輯善上尉首度空降總統府前。
- 1959年12月12日，鄭清廉中校與馮秀英女士與等十二位軍官儐相一同空降潮州空降場，完成國軍首次跳傘結婚紀錄，主婚人教導團團長俞伯音少將。(十二位跳傘軍官分別為：趙少良、張敬河、張寶六、高鵬、郭舒民、趙富奇、張輯善、楊鳳舞、劉明春、莊誠修、王俊、李文康)[1]
- 1962年11月23日，跳傘特技小組在西子灣展示特技跳傘，時任國防部長蔣經國校閱後，引用中國俗語「神龍見首不見尾」，親自命名為「神龍小組」。成軍之初約30餘人，組長為張輯善少校，隔年晉升中校。
- 1980年，為拓展外交、宣慰僑胞、宣揚國威而成立女神龍跳傘隊。
- 2009年7月20日，陸軍空降訓練中心傘訓教官組士官長潘益龍參加世運定點跳傘，也是目前國軍現役跳傘次數保持人。
- 2011年10月10日，中華民國慶祝建國百年，於國慶日當天由航特部副指揮官黃指恩少將帶隊，首度公開空降於總統府府前廣場。
- 2014年9月8日，陸軍空降訓練中心傘訓教官組上士助教呂書羽，於3月至美國陸軍接受高空滲透跳傘訓練，在高度12500英呎的高空跳傘到達目標區，26次的高空跳傘均達標準，成為中華民國陸軍首位完成美軍高空滲透傘訓的女性。[2]

## 退伍名人
- 賀一航（神龍13期，士官長退伍，2019年6月3日因大腸癌病逝）
- 張輯善（青島人，1929年生，空軍官校第18期‧上校退伍，神龍小組創辦人，跳傘紀錄達3,800餘次，國軍紀錄保持人，曾代訓空軍特種任務中隊傘兵小組，並與他們一同出勤）
- 趙富奇（中校退伍，傘訓教官組教官，曾與黑蝙蝠中隊一同出勤）
- 張凱樂（張輯善教官之女，政工幹校政治系畢業，中華民國首位女神龍）
- 徐家琪（女性專業士官班第一期，第一批軍職女神龍，跳傘紀錄220餘次）
- 曾英志（士官長退伍，民國97年當選國軍楷模，跳傘紀錄1,442次）
- 王月慧（首批雇員女神龍）
- 彭勇智（士官長退伍，跳傘紀錄1,250次）

## 殉職傘兵
- 高鵬（武漢隊史館記載在高空傘訓練意外中殉職）
- 祝宗權（中華民國首位高空傘兵，天兵忠靈祠記載在高空傘訓練意外中殉職）
- 許志遠（天兵忠靈祠記載在高空傘訓練意外中殉職）
- 葉國雄（天兵忠靈祠記載在高空傘訓練意外中殉職）
- 林志輝（天兵忠靈祠記載在高空傘訓練意外中殉職）
- 鄭瑞和（天兵忠靈祠記載在高空傘訓練意外中殉職）
- 段毅誠（武漢隊史館記載在高空傘訓練意外中殉職）

## 精神口號
迎接勝利；面對失敗；敬畏藍天；承擔責任。

## 隊徽含意
隊徽為圓形，以龍形圖案為主體，意謂神龍漫遊藍天白雲之空際，左側未開傘之傘兵則正作俯衝動作，取高空跳傘Sky-Diving（天空俯衝）之意。而隊徽中ROC Army SKY DIVER TEAM為中華民國陸軍神龍小組英譯。